# Papiro 92

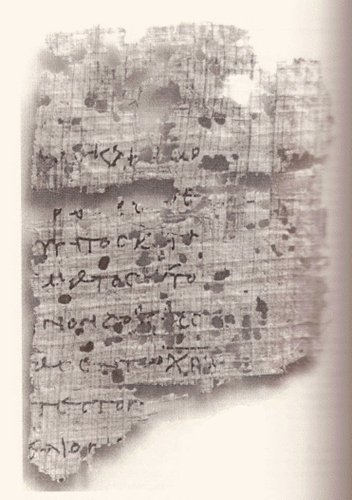

Papiro 92 (nos numerais de Gregory-Aland), designado por {\displaystyle {\mathfrak {P}}}92, (PNarmuthis 69.39a/229a) é uma antigo papiro do Novo Testamento. Contém a antiga porção de 2 Tessalonisenses.
O texto grego desse codex está representado no Texto-tipo Alexandrino. {\displaystyle {\mathfrak {P}}}92 demeontra uma forte afinidade com {\displaystyle {\mathfrak {P}}}46, Codex Sinaiticus, e Codex Vaticanus.
Está atualmente guardado no Museu Egípcio (Inv. 69,39a + 69,229a) em Cairo.